# Angolemi
Angolemi é um vilarejo de Nicósia, Chipre.

## Etimologia
Angolemi foi o nome dado pelos Lusignans, após Angoulême na França, pois povos da época diziam que que um cavaleiro com esse nome viveu na aldeia durante a Idade Média.

## Demografia
| População por ano | População por ano |
| ----------------- | ----------------- |
| 2006              | 212               |
| 1996              | 245               |
| 1960              | 222               |
| 1946              | 208               |